# Sally Noble
Sally Noble (morta el 1922) fou l'última parlant de chimariko. Va treballar amb el lingüista i etnòleg John Peabody Harrington per enregistrar el que ella recordava de la seva llengua.